# Wild Seed
Wild Seed é o segundo álbum de estúdio e o primeiro álbum em inglês do cantor norueguês Morten Harket . O álbum foi lançado em 4 de setembro de 1995 pela Warner Bros Records. Depois que o A-ha entrou em um hiato em 1994, Harket começou a gravar Wild Seed com o produtor britânico Christopher Neil, que já trabalhou com a banda em seu quarto álbum de estúdio, East of the Sun, West of the Moon (1990). Wild Seed alcançou o número um na Noruega e o número 89 no Reino Unido. Desde então, vendeu 160.000 cópias na Noruega. 

## Faixas
1. "A Kind of Christmas Card" (Håvard Rem, Morten Harket)
2. "Spanish Steps"(Håvard Rem, Morten Harket, Torstein Flakne)
3. "Half in Love Half in Hate"(Ole Sverre Olsen, Morten Harket)
4. "Brodsky Tune"(Joseph Brodsky, Morten Harket)
5. "Wild Seed"(Morten Harket)
6. "Los Angeles"(Håvard Rem, Morten Harket)
7. "East Timor"(Henning Kramer Dahl, Håvard Rem, Morten Harket)
8. "Lay Me Down Tonight"(Håvard Rem, Morten Harket)
9. "Tell Me What You See"(Håvard Rem, Morten Harket)
10. "Stay"(Håvard Rem, Morten Harket)
11. "Lord"(Håvard Rem, Morten Harket)
12. "Ready to Go Home"(Andrew Gold, Graham Gouldman)

Faixa bônus japonesa
1. "A Change Is Gonna Come"(Sam Cooke)

## Curiosidades
- As letras de "Brodsky Tune" são do poema "Bosnia Tune" de Joseph Brodsky, refrão de Morten Harket.
- "Lay Me Down Tonight", "Tell Me What You See" e "Stay" são baseadas em um poema norueguês de Håvard Rem.
- Quando a cantora canadense Céline Dion ouviu este álbum, ela decidiu usar o mesmo estúdio de gravação em Oslo, onde essa gravação foi feita.
- "A Kind of Christmas Card" foi lançada como um single promocional no Brasil obtendo sucesso moderado. Também foi incluída na trilha sonora internacional da novela Cara e Coroa, exibida pela TV Globo, entre 1995/1996.[2]